# Бюрде-Ней, Женни
Женни Бюрде-Ней (нем. Jenny Bürde-Ney; 21 декабря 1824 или 21 декабря 1826, Грац — 7 мая 1886, Дрезден) — немецкая оперная певица (сопрано) исполнившая множество ведущих ролей в престижных оперных театрах и музыкальный педагог.

## Биография
Женни Бюрде-Ней родилась 21 декабря 1824 года (или 21 декабря 1826 года) в городе Граце на юго-востоке Австрии. Дочь певицы Катарины Ней-Сегатты Бурде-Ней; с раннего возраста обучалась вокалу у своей матери.
Дебютировала в главной роли в городе Ольмюц в 1845 году в опере «Норма» Беллини.
В 1847—1848 годах она работала в Праге, а в 1848—1850 годах — во Лемберге.

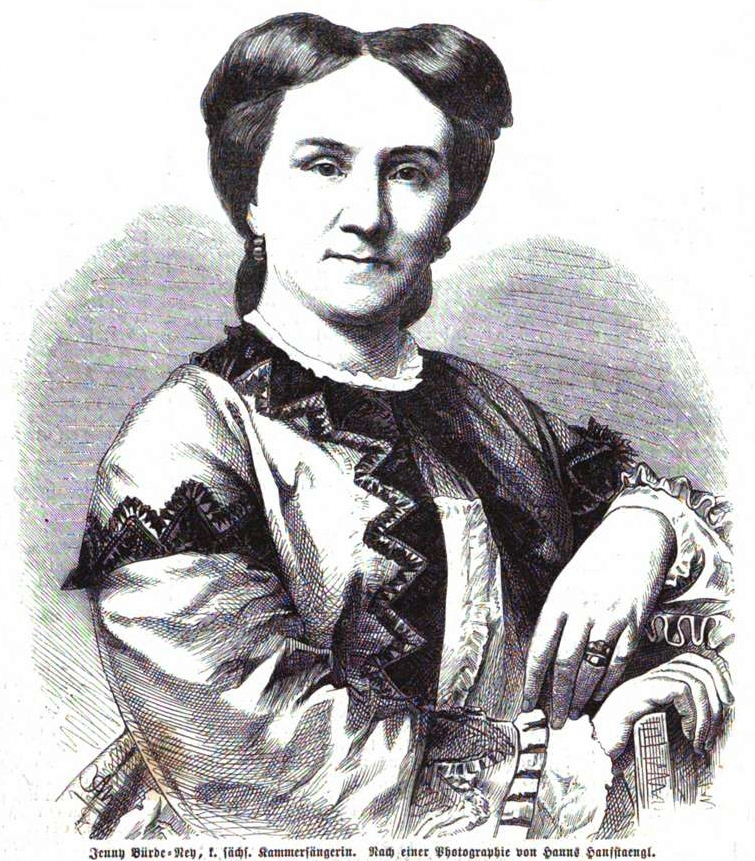
Женни Бюрде-Ней в 1867 году
(художник Адольф Нойман)

После Лемберга актрису пригласил в Венскую придворную оперу, ныне Венская государственная опера. Во время своей работы в Вене она также успевала гастролировать за границей; например в роли Леоноры в британской премьере оперы «Трубадур» Верди в Королевском театре Ковент-Гарден, а также выступала с Карлом Формесом в «Фиделио» Бетховена в 1852 году. Проработав в Вене до 1853 года (когда умерла её мать), она переехала в Дрезден, где превратилась в мастера с европейской репутацией в Дрезденском Королевском оперном доме, который сгорел вскоре после её выхода на пенсию. Среди её лучших ролей в Дрездене была Памина в «Волшебной флейте» Вольфганга Амадея Моцарта.
Бурде-Ней ушла с оперной сцены в 1866 году и стала преподавателем вокала в Дрездене. Она также часто пела в католической церкви Королевского двора Саксонии, ныне известной как Дрезденский собор или Хофкирхе. Среди её учеников были, в частности, Анна Евфемия Каролина фон Адлерсфельд-Баллестрем и Эмми Зоннтаг-Уль.
Женни Бюрде-Ней умерла 7 мая 1886 года в городе Дрездене.